# Hữu Phỉ
Hữu Phỉ (tiếng Trung: 有翡; bính âm: Yǒu fěi; tiếng Anh: The Legend of Fei), là một bộ phim truyền hình cổ trang Trung Quốc, dựa trên tiểu thuyết cùng tên của tác giả Priest, với sự tham gia diễn xuất của Triệu Lệ Dĩnh và Vương Nhất Bác. Bộ phim được phát sóng độc quyền trên Tencent Video và WeTV vào ngày 16 tháng 12 năm 2020. Đối với tài khoản thường trên Tencent Video, phim được phát sóng một tập hàng ngày lúc 20:00 từ Thứ Hai đến Chủ Nhật, từ ngày 16 tháng 12 năm 2020 đến ngày 03 tháng 2 năm 2021. Tại Việt Nam, phim được phát sóng trên kênh VTV2 vào lúc 19:00 hàng ngày từ ngày 26 tháng 11 năm 2021.

## Phát sóng
| Địa điểm   | Kênh              | Ngày phát sóng            | Thời gian phát sóng                     | Ghi chú                                                |
| ---------- | ----------------- | ------------------------- | --------------------------------------- | ------------------------------------------------------ |
| Trung Quốc | Hồ Bắc TV         | Ngày 15 tháng 12 năm 2020 | 22:40, hàng ngày                        |                                                        |
| Trung Quốc | Tencent Video     | Ngày 16 tháng 12 năm 2020 | 20:00, từ thứ hai đến thứ năm hàng tuần |                                                        |
| Đài Loan   | WeTV              | Ngày 16 tháng 12 năm 2020 | 20:00, từ thứ hai đến thứ năm hàng tuần |                                                        |
| Quốc tế    | WeTV              | Ngày 16 tháng 12 năm 2020 | 20:00, từ thứ hai đến thứ năm hàng tuần |                                                        |
| Hồng Kông  | myTV SUPER C-Club | Ngày 16 tháng 12 năm 2020 |                                         |                                                        |
| Malaysia   | Astro Quan Jia HD | Ngày 21 tháng 12 năm 2020 | 19:00, hàng ngày                        |                                                        |
| Singapore  | Singtel TV e-Le   | Ngày 2 tháng 2 năm 2021   | 21:10, từ thứ hai đến thứ tư hàng tuần  |                                                        |
| Việt Nam   | VTV2              | Ngày 26 tháng 11 năm 2021 | 19:00, hàng ngày                        | Phim phát sóng tại Việt Nam sẽ đổi tên thành "Chu Phỉ" |

## Nội dung
Thời đại Nam - Bắc triều, chiến tranh liên miên, bách tính lầm than. Nam Đao Lý Trưng vì bảo vệ người già và trẻ nhỏ vô tội trong chiến loạn đã lập lên một sơn trại ở vùng Hồ Tương, quy tụ 48 môn phái giang hồ.
Sau khi Nam Đao Lý Trưng mất, những tiền bối nổi danh khí phách một thời cũng dần dần mai danh ẩn tích. Con gái của Lý Trưng là Lý Cẩn Dung tiếp nhận chức vụ đại đương gia, thành hôn cùng Chu Dĩ Đường - đệ nhất quân sư Nam triều.
Nhiều năm sau, Chu Phỉ – cháu gái của đại hiệp Lý Trưng, tiểu thư của 48 trại – rời nhà xuống núi để rèn luyện bản thân, bảo vệ chính nghĩa. Trên hành trình này, nàng đã gặp chàng thiếu niên Tạ Doãn. Hai người trở thành bạn đồng hành, cùng nhau trải qua những nguy hiểm, những âm mưu quỷ kế tranh giành quyền lực, khám phá giang sơn rộng lớn, cùng nhau trưởng thành để viết nên một giai thoại "danh chấn giang hồ".

## Phân vai

### Nhân vật chính
| Diễn viên                           | Nhân vật | Giới thiệu |
| ----------------------------------- | -------- | --- |
| Triệu Lệ Dĩnh Thơ ấu: Trần Dực Đồng | Chu Phỉ  | Hậu nhân của Nam Đao Lý Trưng Người thừa kế đời thứ ba của Phá Tuyết đao. Tính tình cứng cỏi, căm thù cái ác, cho dù tính mệnh treo ở mũi đao cũng quyết không cúi đầu nhận thua. Trường kiếm thiên nhai, trải qua rèn luyện mà trưởng thành. |

|Vương Nhất Bác
Thơ ấu: Chu Du Thần
Thiếu niên: Lý Hạo Dương
|Tạ Doãn
|Hoàng đế tiền triều-Tiêu Xuyên -Tạ Doãn -Tạ Mốc Mốc(hiệu Cư sĩ nghĩ thoáng).
Bề ngoài tuấn lãng, khinh công siêu phàm, tính tình hài hước, phóng khoáng. Truyền nhân Thôi Vân Chưởng nhưng không được sử dụng nội lực vì trúng Thấu Cốt Thanh.
|-

### Nhân vật khác
| Diễn viên        | Nhân vật             | Giới thiệu |
| ---------------- | -------------------- | --- |
| Trương Tuệ Văn   | Ngô Sở Sở            | Con gái của Trung Vũ tướng quân Ngô Phí, một vị tiểu thư khuê các đoan trang hiền thục, dịu dàng, có hàm dưỡng. Trải qua biến cố mà trưởng thành.                                                                   |
| Trần Nhược Hiên  | Lý Thịnh             | Cháu nội Lý Trừng, biểu ca của Chu Phỉ, ca ca của Lý Nghiên. Tâm cao khí ngạo, tính tình nóng nảy. Là người có nghĩa khí, gặp chuyện bất bình không buông tha, giúp đỡ người yếu đuối.                              |
| Chu Khiết Quỳnh  | Lý Nghiên            | Cháu nội Lý Trừng, biểu muội của Chu Phỉ, muội muội Lý Thịnh. Tính cách hoạt bát nghịch ngợm, thiện lương chân thật.                                                                                                |
| Trương Hân Vũ    | Dương Cẩn            | Chủ nhân của Kình Vân Câu, là người Nam Cương, ngoại hiệu Dương than đen. Là một kẻ say mê đao thuật, tính tình táo bạo, dễ bị kích động.                                                                           |
| Lãnh Kỷ Nguyên   | Ưng Hà Tòng          | Truyền nhân duy nhất còn sót lại của Đại Dược Cốc, được thiên hạ nhắc đến với cái tên "Độc lang trung". |
| Tôn Kiên         | Ân Bái               | Con trai nuôi của Sơn Xuyên Kiếm Ân Văn Lam, là người duy nhất của Ân gia trang còn sống sót sau biến cố tan cửa nát nhà. Tính cách cố chấp, tàn nhẫn. Hậu nhân của danh môn nhưng cam chịu làm chó săn của kẻ thù. |
| Hồ Binh          | Lý Trưng             | Lão trại chủ của 48 trại, ông ngoại Chu Phỉ, phụ thân của Lý Cẩn Dung. Công lực thâm hậu, tính tình ôn hoà, khiêm tốn.                                                                                              |
| Xa Hiểu          | Lý Cẩn Dung          | Đại đương gia của 48 trại, con gái Nam Đao Lý Trưng, mẫu thân của Chu Phỉ. |
| Đổng Tuyền       | Đoàn Cửu Nương       | Cao thủ Khô Vinh thủ, là người dám yêu dám hận. |
| Cảnh Nhạc        | Thẩm Thiên Thứ       | Là một kẻ hung ác, nham hiểm ngoan độc, không phân rõ chính tà. |
| Vương Uyển Quyên | Nghê Thường phu nhân | Bà chủ Gánh hát Vũ Y. Bằng hữu của Lý Trưng và Ân Văn Lam |

Cùng một số diễn viên khác,...

## Sản xuất
Ngày 16 tháng 9 năm 2019, đoàn phim Hữu Phỉ khai máy tại phim trường Hoành Điếm (Thành Đô). Bộ phim đánh dấu sự trở lại của Triệu Lệ Dĩnh sau khi kết hôn, sinh con, cũng là bộ phim tiếp theo của Vương Nhất Bác sau khi nổi lên từ Trần Tình Lệnh. Đây cũng là lần hợp tác tiếp theo giữa Triệu Lệ Dĩnh và đạo diễn Ngô Cẩm Nguyên sau Sở Kiều Truyện.

## Đón nhận
Trên nền tảng Tencent Video của Trung Quốc, Hữu Phỉ đã đạt kỷ lục hơn 130 triệu lượt xem chỉ trong vòng 8 giờ đầu tiên ra mắt và 5 tỷ lượt xem chỉ trong hơn 1 tháng. Bộ phim truyền hình cũng rất nổi tiếng ở nước ngoài, đạt vị trí Top 1 trên WeTV Thái Lan và WeTV Philippines chỉ sau 1 tuần phát hành đồng thời.
Hữu Phỉ là phim truyền hình cổ trang đứng đầu chỉ số nhiệt tại Trung Quốc năm 2020.

## Nhạc phim
| STT | Nhan đề                                                  | Phổ lời        | Phổ nhạc      | Singers                         | Thời lượng |
| --- | -------------------------------------------------------- | -------------- | ------------- | ------------------------------- | ---------- |
| 1.  | "Trục Lãng" (Bài hát mở đầu)                             | Trương Tĩnh Di | Lưu Huyễn Đậu | Thượng Văn Tiệp                 | 03:43      |
| 2.  | "Vô Hoa" (Bài hát kết phim)                              | Trương Tĩnh Di | Lưu Huyễn Đậu | Trương Lương Dĩnh & Lưu Vũ Ninh | 04:14      |
| 3.  | "Hi Vi" (Bài hát chủ đề phim)                            | Trương Tĩnh Di | Lưu Huyễn Đậu | Vương Nhất Bác                  | 04:16      |
| 4.  | "Hồng trần mạc khi chàng niên thiếu"                     |                |               | Hy Lâm Na Y Cao                 | 03:52      |
| 5.  | "Kết" (Bài hát chủ đề nhân vật Ân Bái)                   |                |               | Hồ Hạ                           | 04:24      |
| 6.  | "Như Phỉ"                                                |                |               | Lại Mỹ Vân& Vương Tích          | 03:45      |
| 7.  | "Lai liên khúc" (Bài hát chủ đề nhân vật Đoàn Cửu Nương) | Trương Tĩnh Di | Lưu Huyễn Đậu | Trần Giác                       | 03:44      |